# Cantagalo (Rio das Ostras)
Cantagalo é um distrito do município brasileiro de Rio das Ostras, no estado do Rio de Janeiro. Foi criado em 1987. 

## Assentamento Cantagalo
A comunidade do Assentamento Cantagalo fica localizada em Rio das Ostras. Com um total de 207 famílias, foi criado em 17 de setembro de 1987. Nas redondezas do distrito rural de Cantagalo, possui outras áreas denominadas como Jundiá, Califórnia e Humaitá.

## Estação ferroviária
A estação de California foi inaugurada em 1888, juntamente com a de União (Rocha Leão). Neste período (primeiros anos deste século)  , as localidades de Rocha Leão e Califórnia apresentavam um índice de crescimento igual ou mesmo superior ao do povoado de Rio das Ostras.